# Gres

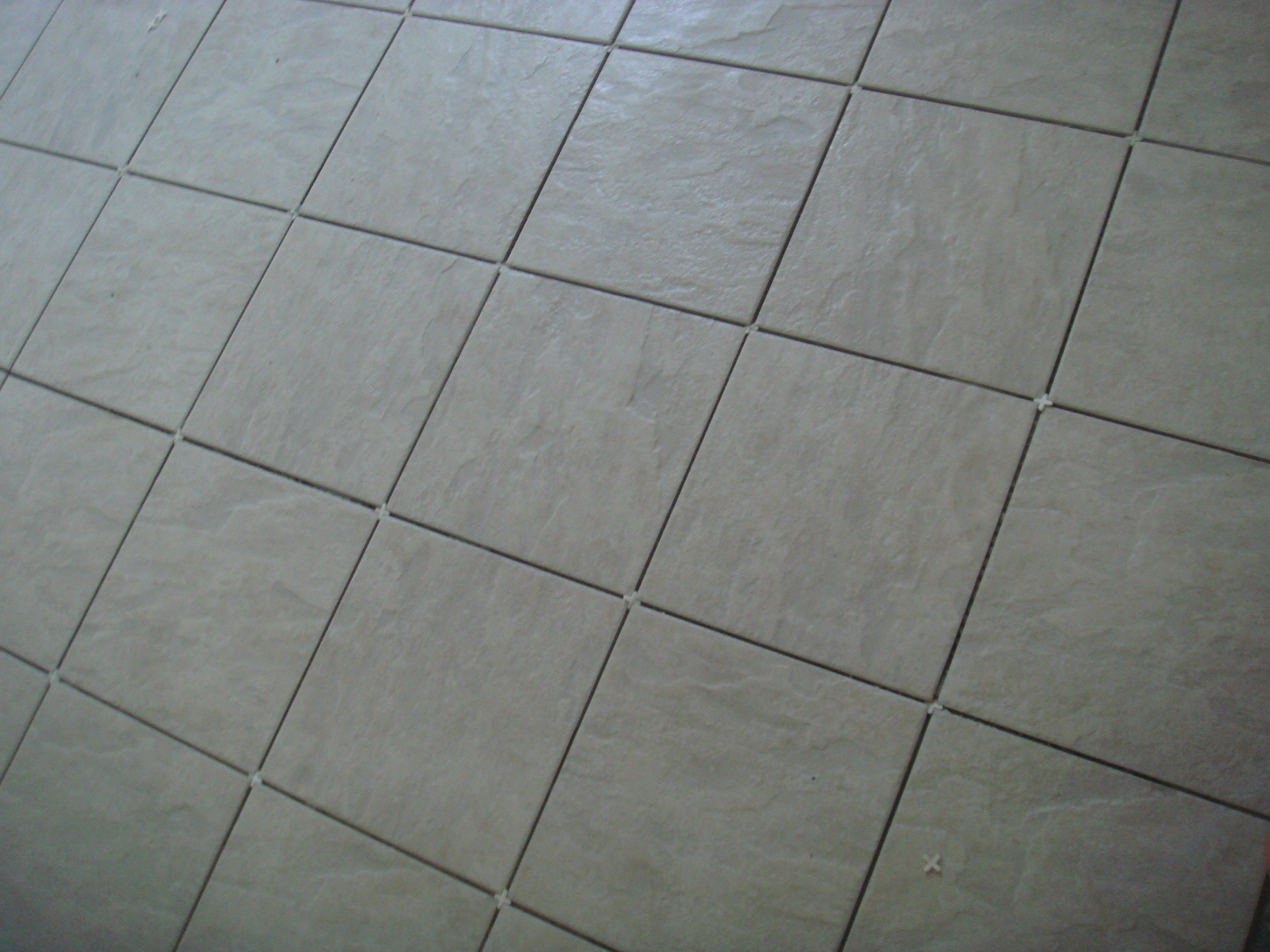
Płytki podłogowe gresowe

Gres – jednolita w strukturze płytka ceramiczna. Formowana jest z tzw. kamionki szlachetnej, czyli mieszaniny gliny, kaolinu, piasku kwarcowego, skalenia i szamotu, a następnie prasowana, czyli poddawana naciskowi do 800 kg/cm². Kolejnym etapem jest wypalanie w temperaturze 1200–1300 stopni Celsjusza.
Gres jest materiałem nisko nasiąkliwym, a tym samym i mrozoodpornym, dzięki czemu może być stosowany zarówno wewnątrz, jak i na zewnątrz budynków.
Jest materiałem bardzo twardym, odpornym na ścieranie.